# Boiàrkino
Boiàrkino (en rus: Бояркино) és un poble de l'óblast d'Uliànovsk, a Rússia, que en el cens del 2010 tenia 242 habitants. Pertany al districte d'Inza.